# شتيفان إنغلس
شتيفان إنغلس (بالألمانية: Stefan Engels)‏ هو عازف الأرغن ألماني، ولد في 14 فبراير 1967.